# Liévin Anthierens
Liévin Anthierens (Varsenare, 29 oktober 1765 - 6 mei 1813) was burgemeester van de Belgische gemeente Varsenare.

## Levensloop
Liévin of Livinus Anthierens was de zoon van Liévin Roger Anthierens en Rosalie Dobbelaere. Hij was landbouwer zoals zijn vader en trouwde met Reine Lievens (Zedelgem 1748 - Sint-Andries 4 maart 1820). 
Op 1 mei 1802, dezelfde dag waarop zijn vader werd ontslagen, werd hij tot burgemeester benoemd. Hij kon meer dan tien jaar het ambt uitoefenen, tot hij plots overleed, amper 47 geworden.
Reine Lievens was een eerste maal getrouwd met Philippe Rotsaert met wie ze zeven kinderen had. Zij was in 1748 geboren en was dus 17 jaar ouder dan Liévin Anthierens. Nadat haar eerste man in 1795 overleden was, trouwde ze in 1798 met Anthierens (hij was 33, zij was 50), die hierdoor stiefvader werd van kinderen die bijna even oud waren als hij. Pierre Rotsaert trouwde datzelfde jaar met Isabelle Anthierens, zus van zijn stiefvader. Het geringe leeftijdsverschil gold onder meer voor de brouwer Jean Rotsaert (°1776) en de herbergier Pierre Rotsaert (°1774) die in 1813 aangifte deden van zijn overlijden.  Zijn vrouw Regina Lievens overleed op 71-jarige leeftijd in Sint-Andries op 4 maart 1820.
De oudste stiefzoon, Philippe Rotsaert (°1771) werd lid van het Weldadigheidsbureel van Varsenare. Op 3 maart 1809 ging hij zwaar drinken bij zijn broer Pierre, waard van de 'Hertog van Bourgondië'. In het terugkeren naar zijn boerderij strompelde hij in een beek en kwam om het leven.
In 1777 maakte Liévin Anthierens deel uit van het bestuur van de Sint-Sebastiaansgilde. In 1806 werd hij hoofdman en in 1809 was hij deken.